# Càrrega de la Brigada Lleugera
La càrrega de la Brigada Lleugera fou un episodi bèl·lic de la Guerra de Crimea. Durant la batalla de Balaclava (25 d'octubre de 1854), el comandant britànic, Lord Raglan, va ordenar carregar contra les formacions d'artilleria russes que es retiraven, per tal de destruir-les. Les seves ordres van ser malinterpretades pels seus subordinats, que van donar l'ordre al comandant de la Brigada Lleugera, Lord Cardigan, de carregar contra les posicions d'artilleria russes que hi havia al fons d'una vall, ben protegides i envoltades de russos.
Cardigan va complir l'ordre malgrat que la considerava un suïcidi.
Per arribar-hi, havien de travessar la vall, amb tiradors russos a tres flancs diferents, cosa que els va costar moltes baixes. Tanmateix, part de la brigada va aconseguir arribar fins a les posicions d'artilleria russes i destruir-les.

## Antecedents
| « | Lord Raglan vol que la cavalleria avanci ràpidament cap al front, que segueixi l'enemic i que intenti prevenir que l'enemic s'endugui els canons. Tropes d'artilleria a cavall poden acompanyar-lo. La cavalleria francesa és a la seva esquerra. Immediat. | » |

De tota manera, l'ordre real de Lord Raglan no era aquesta. Volia que la cavalleria evités que els russos traguessin els canons navals dels reductes (fortificacions militars) que havien capturat als aliats turcs a la cara posterior dels Alts de Causeway, el turó que formava la part dreta de la vall (des del punt de vista de la cavalleria). Raglan podia veure el que succeïa des de la seva posició avantatjosa a l'oest de la vall, però Lucan i la seva cavalleria no tenien coneixement del que estava passant a causa de l'orografia del terreny on estaven establerts.
L'ordre va ser elaborada pel brigadier Richard Airey i va ser portada pel capità Louis Edward Nolan, ajudant de camps de Lord Reglan, el qual segurament duia alguna instrucció oral més per tal que la cavalleria anés a l'atac immediatament. Quan Lord Lucas, comandant general d'aquell regiment de cavalleria, li va preguntar a quins canons es referia, el capità Nolan digué el que li havia estat indicat amb un ampli moviment del seu braç: no els reductes de Causeway, sinó la massa de canons russos ubicats en un reducte al final de la vall, al voltant d'una milla més enllà. Les raons de la seva equivocació en marcar la direcció de l'atac no són clares, i probablement no se sabran mai, donat que va morir en la subsegüent batalla.

## Esdeveniments
Com a resposta a l'ordre, Lord Cardigan va dirigir 673 (o 661) genets directament a través de la vall que hi ha entre el turó de Fedyukhin i la de la calçada, la vall que més tard el poeta Alfred Tennyson denominarà  Vall de la mort . Les tropes russes, al comandament de Pavel Liprandi, estaven formades per aproximadament 20 batallons d'infanteria amb el suport de més de cinquanta peces d'artilleria i diversos regiments de cavalleria (cosacs i hússars). Aquestes forces estaven desplegades en ambdós costats i al fons de la vall.
La càrrega fou efectuada per la Brigada Lleugera de la cavalleria britànica, formada pel 4t i el 13r Regiment de Dracs lleugers, el 17è Regiment de Llancers, el 8è i l'11è Regiment d'Hússars, a les ordres del general lord Cardigan. Carregaren al costat de la Brigada pesada, formada pel 4 º Regiment de Dracs irlandesos de la Guàrdia, el 5è Regiment de Dracs de la Guàrdia, el 6è Regiment de Dracs de Inniskilling i els  Grisos escocesos . Aquestes unitats eren les principals forces de cavalleria britàniques en el camp de batalla. El comandament general de la cavalleria requeia en Lord Lucan. Lord Cardigan i Lord Lucan eren cunyats i la seva relació no era gens bona.
Tot i l'intens foc d'artilleria que rebia per tres bandes, La brigada arribà a lluitar amb les forces russes del fons de la vall, i les va obligar a fugir del reducte. Va patir fortes pèrdues, i va ser ràpidament obligada a replegar-se. Lucan fracassà en la seva missió de donar suport a Cardigan, i alguns sospiten que això es devia a l'animositat que sentia contra el seu cunyat: la Brigada pesada va arribar a la vall, però no va avançar més lluny. La cavalleria francesa, els Caçadors d'Àfrica, van ser més eficaços, ja que van trencar la línia russa del turó de Fedyukin i van cobrir els supervivents de la Brigada lleugera durant la seva retirada.
Cardigan va sobreviure, i va descriure més tard el combat en un discurs a Mansion House, a Londres, que va ser recollit i àmpliament citat posteriorment en la Cambra dels Comuns del Regne Unit:
| « | Avançàvem per un pendent gradual de més d'un quilòmetre, les bateries vomitaven sobre nosaltres obusos i metralla, amb una bateria a la nostra esquerra i una a la nostra dreta, i l'espai intermedi eriçat de fusells russos, així quan arribàrem a 50 metres de la boca dels canons que havien llançat la destrucció sobre nosaltres, estàvem, de fet, envoltats per un mur de foc, a més del dels fusells al nostre flanc. Mentre pujava el turó, el foc oblic de l'artilleria queia sobre la nostra rereguarda, de tal manera que rebíem un nodrit foc sobre l'avantguarda, els flancs i la rereguarda. Entràrem a l'espai de la bateria, la travessàrem els dos regiments al capdavant, ferint un gran nombre de artillers russos en passar. En els dos regiments que vaig tenir l'honor de dirigir, cada oficial, amb una única excepció, va ser o bé ferit, o mort, o va veure el cavall que muntava mort o ferit. Aquests regiments van passar, seguits per la segona línia, formada per dos regiments suplementaris, que van seguir amb el seu deure de ferir els artillers russos. Després va venir la tercera línia, formada per un altre Regiment, que va completar la tasca assignada a la nostra Brigada. Crec que això es va fer amb veritable èxit, i el resultat va ser que aquest cos, format per només 670 homes aproximadament, va aconseguir travessar la massa de la cavalleria russa que-com hem sabut posteriorment-disposava de 5.240 homes, i havent travessat aquesta massa, férem la volta, com diu la nostra expressió tècnica militar, «al fons de tot», i ens vam retirar de la mateixa manera, provocant tants danys com era possible en la cavalleria enemiga. De tornada al turó de la qual havia partit l'atac, vam haver de patir la mateixa mà de ferro i patir el mateix risc de trets dels tiradors en el nostre flanc que a l'anada. Molts dels nostres homes van ser tocats, homes i cavalcadures resultaren morts, i molts dels homes les muntures dels quals havien mort, van ser massacrats quan intentaven escapar. Però, mylord, quin va ser el sentiment d'aquests valents que van tornar a la seva posició, de cada regiment no va retornar sinó un petit destacament, dos terços dels efectius implicats en l'acció s'havien perdut? Crec que cada home que va participar en aquest desastrós assumpte de Balaklava, i que va tenir la gran sort de seguir amb vida, ha de notar que va ser només per un decret de la Divina Providència que va escapar a la mort més certa que era possible concebre. | » |

## Conseqüències

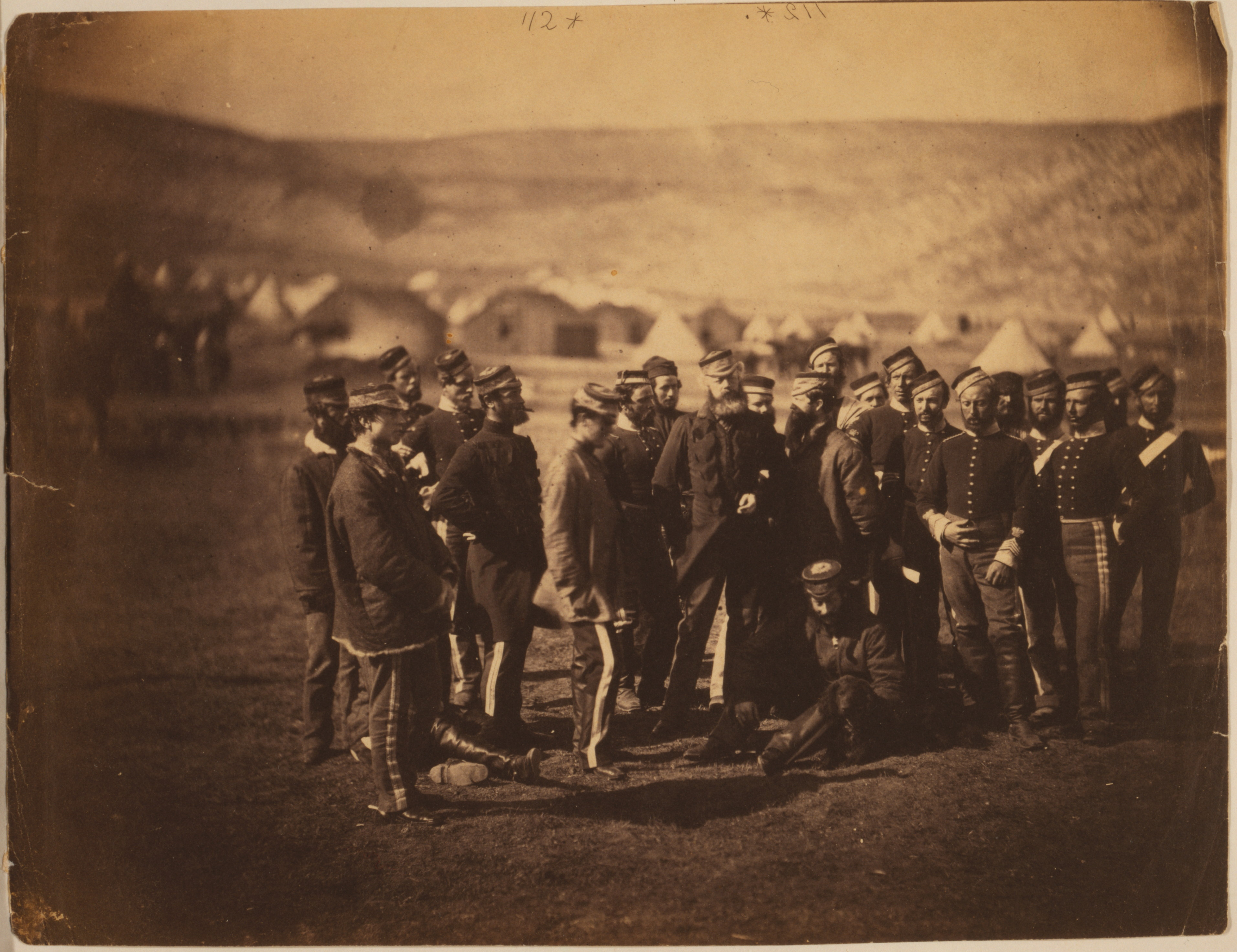
Oficials i soldats supervivents de la càrrega, pocs mesos després de la batalla.

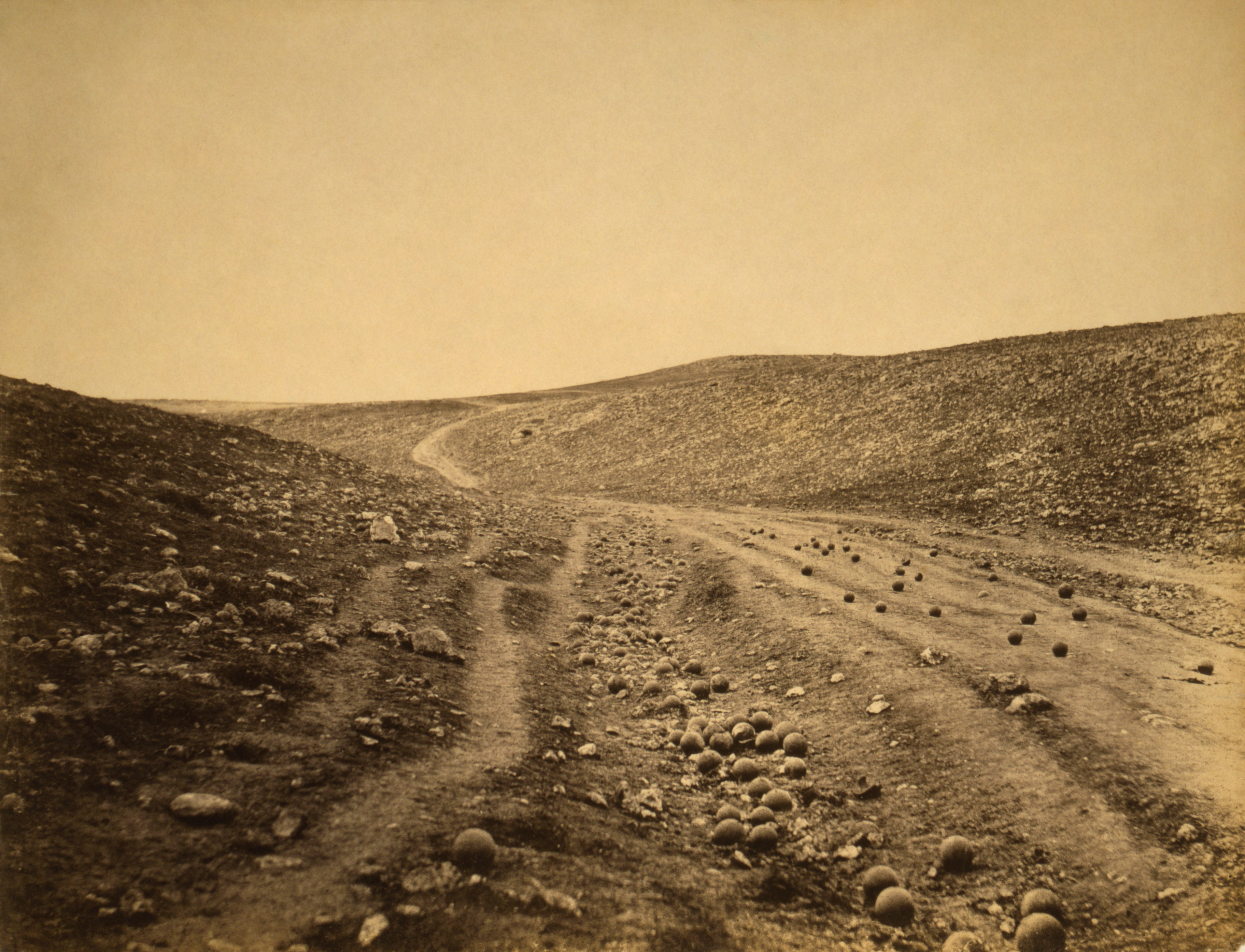
La «Vall de la mort», on la batalla va tenir lloc, fotografiada per Roger Fenton el 1855.

La brigada no quedà completament destruïda, tot i que patí terribles pèrdues: 118 morts, 127 ferits, i la pèrdua de 362 cavalls. Després de ser reagrupats, únicament 195 homes disposaven encara de cavall. La futilitat de l'acció i la seva bravura imprudent han fet afirmar al general francès Pierre Joseph François Bosquet: « És magnífic, però això no és la guerra ». S'ha dit que els comandants russos van creure al principi que els genets havien abusat de la beguda. La reputació de la cavalleria britànica va millorar notablement arran d'aquesta càrrega, encara que no es pot dir el mateix de la dels seus comandaments.
La lentitud de les comunicacions marítimes va fer que les notícies del desastre no arribessin a coneixement de l'opinió pública britànica fins a tres setmanes més tard. Els informes del front dels caps britànics es publicaren en una edició extraordinària de la  London Gazette  el 12 de novembre de 1854. Raglan culpà Lucan per la càrrega, tot dient que  Per la seva incomprensió de l'ordre d'avanç, el tinent general (Lucan) va considerar que havia d'atacar a qualsevol preu, i va ordenar al major general Cardigan avançar amb la Brigada lleugera .
El març de 1855, Lucan fou cridat al Regne Unit. La càrrega es convertí en objecte de considerables controvèrsies i de debats públics al seu retorn. Va demanar declarar davant un consell de guerra, però li fou denegat. En el seu lloc, es defensà de totes les acusacions que va rebre en un discurs davant la Cambra dels Lords. Rebutjà vigorosament la versió de Raglan dels esdeveniments, tractant d' « imputació que enfosqueix seriosament el meu caràcter professional ». En un intercanvi públic de correspondència mantinguda a través de les pàgines del diari  Times  de Londres, Lucan acusà a Raglan i al seu ajudant de camp (mort) Nolan, el missatger de l'ordre en qüestió.
Lucan aconseguí escapar a la reprovació per la càrrega. Fou nomenat membre de l'Orde del Bany el juliol del mateix any. Tot i que ja no va tornar mai al servei actiu a l'Exèrcit, va ser ascendit a general a 1865 i va ser nomenat mariscal l'any immediatament anterior a la seva mort.
La càrrega continua sent objecte d'estudi per part dels historiadors militars i dels estudiants com un exemple del que pot sortir malament quan es manca d'informacions militars precises i les ordres no són clares. Winston Churchill, que era, al capdavall, historiador militar i un cavaller clàssic, insistia el 1945 durant la conferència de Ialta a disposar de temps per visitar per si mateix el camp de batalla.

## Els poemes de Tennyson

### La càrrega de la Brigada lleugera
El poema, publicat el 9 de desembre de 1854 en el diari  The Examiner , glorifica la brigada: « Com podria empal·lidir la seva glòria? Oh, la salvatge càrrega que van fer ! » alhora que lamenta la trista futilitat de la càrrega:« Sense que els soldats ho sabessin, algú s'havia equivocat (...) Carregant contra un exèrcit, mentre el món es meravellava ». Tennyson va escriure el poema alguns minuts després d'haver llegit un relat de la batalla al  Times . El poema assolí ràpidament una enorme popularitat, fins i tot entre les tropes de Crimea, a les quals se'ls distribuïa en forma de pamflet.
S'especula sobre si el poema es va escriure per a la glorificació de la brigada, o bé com un subtil missatge sobre els horrors de la guerra.
Una gravació en àudio de la lectura per Tennyson del seu poema, gravada a 1890 sobre cilindre de cera, està disponible en línia.

#### Resposta de Kipling
el 1881, Rudyard Kipling escriu una resposta, titulada  L'últim de la Brigada Lleugera , que intenta avergonyir al públic britànic descrivint les difícils condicions trobades pels supervivents de la Brigada lleugera.

### La càrrega de la Brigada pesant
L'acció més favorable de la Brigada pesant que va tenir lloc el mateix dia és igualment commemorada per Tennyson en  La càrrega de la Brigada pesant , un poema escrit el 1882 a suggeriment de l'Alexander William Kinglake. No obstant això, mai no va arribar a la popularitat del poema anterior.
El poema se centra en els «tres-cents» de la Brigada pesant que van participar en la càrrega, és a dir els  Scots Grey  i el  2n Esquadró dels Inniskilling Dragons . L'«Scarlett» de què es parla al poema és Sir James Yorke Scarlett, qui va dirigir la càrrega. Aquell mateix dia, durant la guerra de Crimea (25 d'octubre del 1854), va tenir lloc una acció del  93º Regiment  immortalitzada com la « Fina línia vermella ».
Ha passat a la història com a tema d'un cèlebre poema ( La càrrega de la Brigada lleugera ) de lord Alfred Tennyson, els versos «No hi ha cap raó, i només cal actuar i morir» han fet d'aquesta càrrega un símbol de l'absurd de la guerra i la glòria assolida pels herois.

## Pel·lícules i altres referències a l'esdeveniment
Aquest esdeveniment ha estat representat a dues pel·lícules.
La primera,  La càrrega de la brigada lleugera  dirigida per Michael Curtiz, amb Errol Flynn, Olivia de Havilland i David Niven, és una visió  Hollywood , inspirada en Rudyard Kipling, i transmet una imatge "mítica" de l'"imperialisme britànic".
La segona, fortament crítica,  La darrera càrrega , fou dirigida el 1968 per Tony Richardson, amb John Gielgud, Trevor Howard i Vanessa Redgrave, i pretén reflectir els fets d'una manera autèntica en basar-se en les investigacions d'en Cecil Woodham-Smith a  The Reason Why  (1953). Animacions en l'estil contemporani de l' Punch Magazine  i realitzades per Richard Williams, conformaven una introducció de la pel·lícula per informar l'audiència nord-americana de la política britànica. Contrastaven amb la meticulosa direcció artística d'Edward Marshall i la cinematografia de David Watkin.
El grup psiquedèlic Pearls Before swine enregistrà un disc titulat  Balaklava , inspirat pels esdeveniments de la càrrega.
El grup de heavy metal Iron Maiden va escriure igualment una cançó sobre la càrrega,  The Trooper , en el seu disc  Piece of Mind . El videoclip de la cançó conté imatges de la pel·lícula de 1936 dirigida per Michael Curtiz.
George MacDonald Fraser utilitzà la campanya de Crimea i la càrrega a la seva novel·la històrica de la sèrie de Flashman  Flashman at the Charge .
Un vers del poema fou parafrasejat a un missatge criptogràfic de l'almirall Chester Nimitz durant la batalla del golf de Leyte, que va tenir lloc el dia del 90è aniversari de la càrrega.